# Pinksterbeweging
De pinksterbeweging, ook wel aangeduid als het pentecostalisme, is een christelijke stroming die ontstond aan het begin van de 20e eeuw binnen protestantse kerkgenootschappen. De omvang van deze groeiende beweging werd aan het begin van de 21e eeuw geschat op 400  miljoen aanhangers, inclusief de nauw verwante charismatische beweging.
De pinksterbeweging legt sterk de nadruk op de belofte van de Heilige Geest, die de discipelen van Jezus Christus volgens de Bijbel op de Pinksterdag ontvingen (zie Joël 3 en Handelingen 2). Theologisch kan ze gezien worden als stroming binnen het evangelisch christendom (waaronder ook baptisme en methodisme) door vier belangrijke punten: de noodzaak tot bekering, een activistische levensstijl, de nadruk op Jezus' kruisdood en een vrij letterlijke interpretatie van de Bijbel. Het grootste theologisch verschil is dat de pinksterbeweging meer nadruk legt op de Heilige Geest, glossolalie (spreken in tongen) en de zogeheten gaven van de Geest.

## Geschiedenis
William Seymour (1870-1922) was een zwarte predikant uit Louisiana (VS) die door Charles Parham in aanraking kwam met het bidden in vreemde tongen (talen). Hij werd niet toegelaten in de traditionele presbyteriaans-protestantse kerk vanwege zijn huidskleur. Daarom vestigde hij zich als predikant in Los Angeles in de Azusa Street. Daar ontstond in 1906 een opwekkingsbeweging waarin de doop met de Heilige Geest centraal stond. De tongentaal werd beschouwd als het bewijs van deze doop.
De groep in Azusa Street was toen — zeer bijzonder in die tijd — multiraciaal. Tot 1960 werd de pinksterbeweging aangeduid als het klassiek pentecostalisme. Kerkgenootschappen die uit de pinksteropwekking ontstonden, waren onder meer Assemblies of God, Church of God in Christ, The Foursquare Church. Deze beweging sloeg over naar Europa en ook naar Nederland, waar zich diverse zelfstandige gemeenten vormden. In 1907 vestigde zich in Amsterdam de eerste pentecostalistische kerkgemeente, onder leiding van Gerrit Polman, de leider en vormgever van de beweging in Nederland.
Vanaf 1960 is er sprake van een hernieuwde opwekking in de Kerk, beginnende in de Episcopaalse kerk in Van Nuys (VS), met als bekende voorman Dennis Bennett. Historisch wordt dit gezien als het begin van de zogenaamde 'tweede golf', de Charismatische beweging binnen de gevestigde kerken, eerst in de protestantse en later, gerekend vanaf 1967 en meer omstreden, binnen bisdommen van de Rooms-Katholieke Kerk. Bekendste persoon in deze beweging is David du Plessis, een pinksterchristen, die bruggen bouwde tussen diverse denominaties met als doel de ervaring van de Heilige Geest te verspreiden.
De 'derde golf' is die van het neo-pentecostalisme van na 1980, dat meer nadruk legt op de overwinningskracht van Christus door de Heilige Geest in het normale leven. Bekend uit deze periode is John Wimber, stichter van de Vineyardbeweging. Ook bekend is de zogenaamde Toronto Blessing, een naam die werd gegeven aan het ervaren van een krachtige uitstorting van de Heilige Geest in de Vineyard-gemeente in de Canadese stad Toronto. Van hieruit heeft deze beweging zich sinds 1994 wereldwijd verspreid.
Organisatorisch zijn de pinkstergemeenten congregationalistisch. Dat wil zeggen dat de plaatselijke gemeenten zelfstandig zijn en zelf beslissen of zij zich al dan niet bij een landelijke koepelorganisatie aansluiten, en zo ja bij welke. Contacten tussen gemeenten van verschillende koepels zijn gewoonlijk geen enkel probleem.

### Nederland

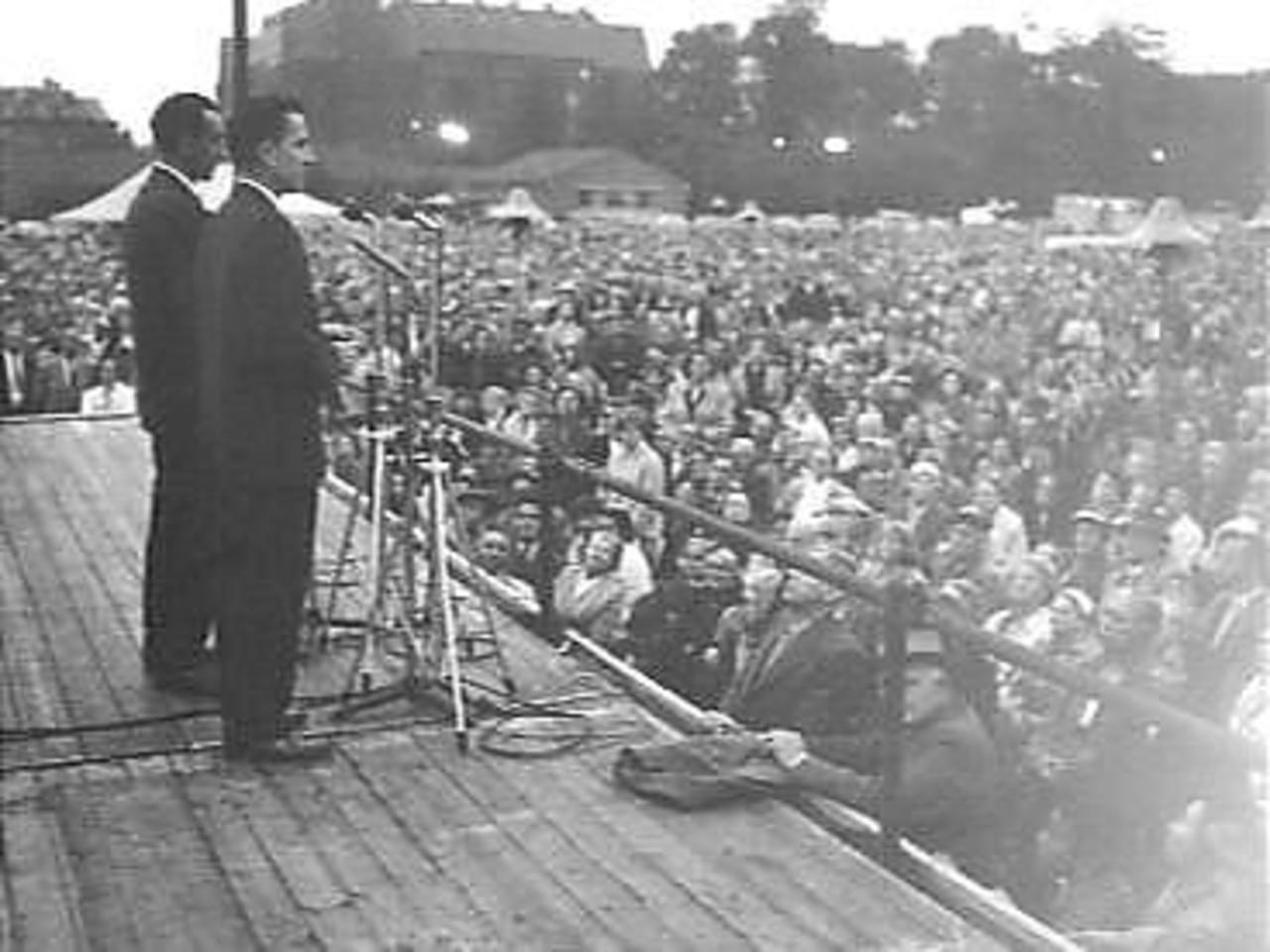
T.L. Osborn tijdens de beroemde revivalmeeting op het Malieveld in Den Haag

In 1907 ontstond in Amsterdam, onder invloed van de opwekking in Los Angeles, de eerste pinkstergemeente. Deze stond onder leiding van Gerrit Polman. Aanvankelijk wilde de pinksterbeweging vooral een beweging zijn binnen de bestaande kerken. Toen dat na een aantal jaren niet veel resultaat had opgeleverd, ontstonden er zelfstandige gemeentes. Dit ging met vallen en opstaan. De schatting is dat er rond 1940 zo'n 3.000 Nederlandse pinksterchristenen waren.
Na de Tweede Wereldoorlog kreeg de beweging echter een flinke stimulans door een aantal gebeurtenissen. De beweging groeide door de toestroom van Indische Nederlanders na de onafhankelijkheid van Indonesië. Onder de mensen die naar Nederland emigreerden, was een relatief groot percentage pinksterchristenen. De aandacht werd in die tijd bovendien flink getrokken door een aantal gebedsgenezers die Nederland bezochten, met als hoogtepunt een genezingscampagne van de Amerikaan Thomas Lee Osborn, die in 1958 120.000 mensen naar het Malieveld trok.
Na het vertrek van Thomas Lee Osborn tegen het einde van de jaren vijftig raakte de pinksterbeweging in een stroomversnelling. Maar er ontstonden ook allerlei vertakkingen, die her en der vernieuwing brachten. De opwekkingsbeweging Stromen van Kracht van Karel Hoekendijk en de organisatie Kracht van Omhoog van Johannes Emmanuel van den Brink zorgden voor een stevige impuls. Ook Johan Maasbach, de vertaler van Osborn, droeg bij aan de groei van de pinksterbeweging. Overal in het land kwamen nieuwe gemeenten van de grond en Maasbach vestigde de aandacht op zich door via de media veel nadruk te leggen op de pinksterboodschap.

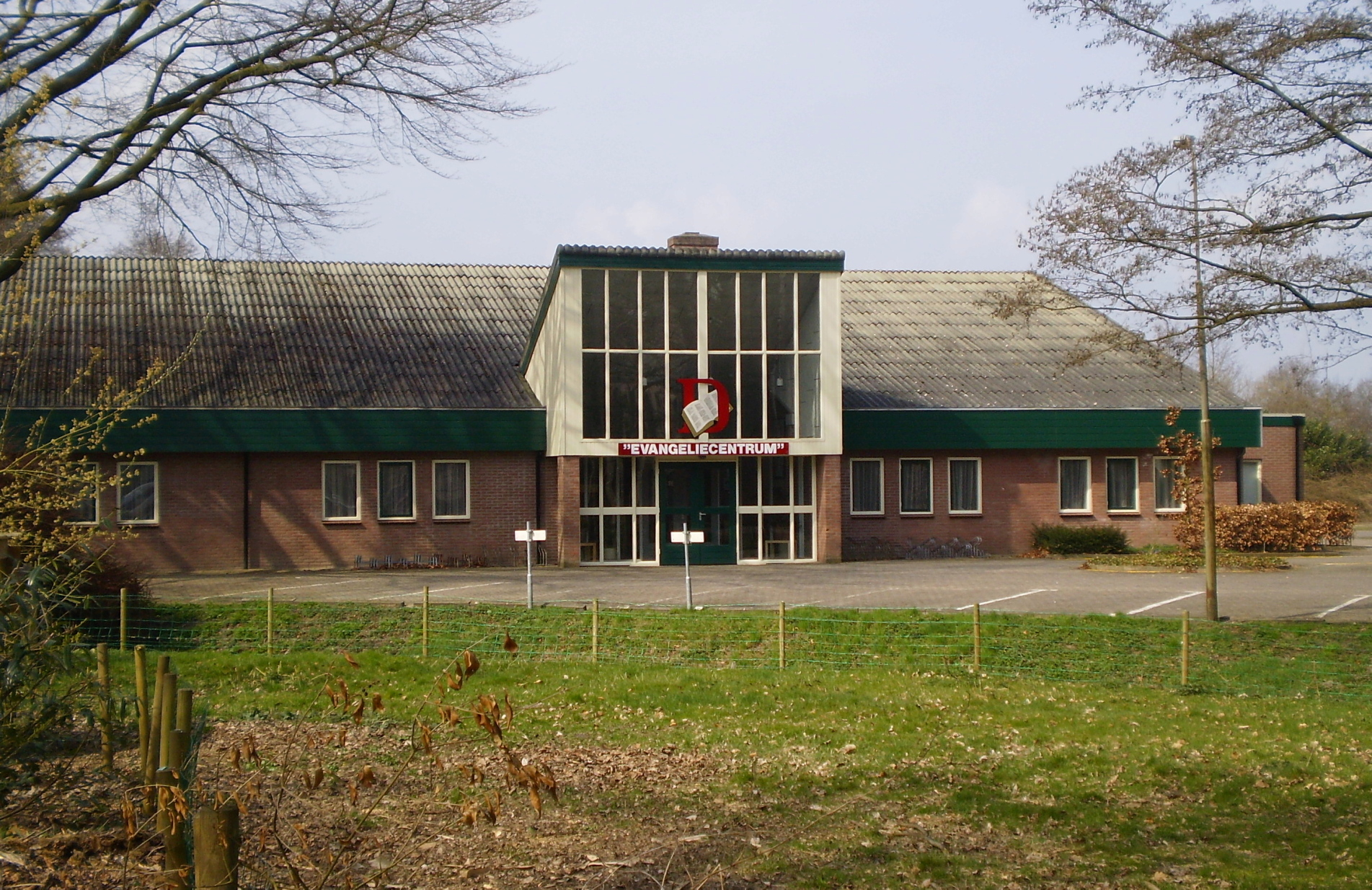
Volle Evangelie Gemeente 'Woord en Daad' te Vaassen

Ook de pinksterbeweging in Nederland kreeg op haar beurt in de jaren zestig te maken met de charismatische beweging en in de jaren negentig met de zogeheten 'derde golf'. De invloeden daarvan zijn duidelijk zichtbaar, hoewel beide bewegingen in Nederland minder invloed uitoefenden dan op internationaal niveau. Ook de komst van verschillende (internationale)  zendingsorganisaties, zoals Jeugd met een Opdracht en stichting Opwekking, hebben kleur gegeven aan de pinksterbeweging in Nederland.
Het aantal christenen behorend tot de pinksterbeweging in Nederland werd in 2007 geschat op 120.000 gelovigen. In 2019 was dat aantal verder doorgegroeid naar 150.000 aanhangers. Het aantal gemeentes wordt geschat op ongeveer 900. Of er sprake is van succes, hangt vaak af van de charismatische aantrekkingskracht van de voorganger.
In Nederland bestaat wel het Landelijk Platform Pinksterbeweging. Hierbij zijn een zevental kerkgenootschappen aangesloten: Verenigde Pinkster- en Evangeliegemeenten, Rafaël Nederland, Bethel Pinksterkerk Nederland, Volle Evangelie Bethel Kerk, Bethel Pentecostal Temple Fellowship Nederland, Newfrontiers en Victory Outreach Nederland. Een aantal groepen, waaronder de Vineyard, de Morgenstondgroep, Stichting Johan Maasbach Wereldzending, zijn hier niet bij aangesloten. Ook zijn er veel — schattingen gaan uit van ongeveer vijftig procent — plaatselijke evangelische- en pinkstergemeentes die niet zijn aangesloten bij een van deze kerkgenootschappen, maar onafhankelijk zijn.

#### Toenadering tot de PKN
Tijdens een manifestatie in Amsterdam in september 2007 ter gelegenheid van honderd jaar pinksterbeweging in Nederland heeft ds. Bas Plaisier, scriba van de Protestantse Kerk in Nederland (PKN), namens deze kerken officieel excuses aangeboden voor de minachtende houding die zij in het verleden vaak had t.o.v. de pinksterbeweging. Daarop heeft Peter Sleebos, voorzitter van de Verenigde Pinkster- en Evangeliegemeenten (VPE), deze excuses aanvaard en van zijn kant ook excuses aangeboden voor de vaak hooghartige houding van pinkstergemeentes t.o.v. de gevestigde kerken. Van beide zijden wordt deze toenadering als een historische omwenteling ervaren.

### België
De eerste bronnen die spreken over de pinksterbeweging in België, stammen uit 1910. Er zou toen een kleine pinksterkerk in Antwerpen zijn geweest. De (eerste) pinksterkerken in Vlaanderen werden vooral gesticht door Nederlandse zendelingen. In Wallonië kreeg in 1931 de pinksterbeweging vaste voet aan de grond door het werk van de Engelse zendeling Douglas R. Scot.
In Vlaanderen zijn de meeste pinksterkerken vertegenwoordigd in het Verbond van Vlaamse Pinkstergemeenten (VVP). Dit ontstond in maart 1993 uit een fusie van twee andere overkoepelende verbanden van pinkstergemeenten in Vlaanderen, de Broederschap van Vlaamse Pinkstergemeenten (1969) en de Belgische Christelijke Pinkstergemeenschap Elim (1978). Inmiddels zijn bij de VVP 117 gemeenten aangesloten. In 2001 werd het aantal pinkstergelovigen in België geschat op 26.000.

## Belangrijkste kenmerken
Er zijn soms sterke verschillen tussen pinkstergemeenten onderling, maar de meest voorkomende kenmerken zijn:
- Een nadruk op redding. Iemand kan alleen gered worden door Jezus Christus aan te nemen als Heer en Redder tot vergeving der zonden.
- De Bijbel heeft absoluut gezag.
- Doop met de Heilige Geest. Deze wordt gezien als een 'tweede werk van genade'. Hierdoor wordt de gelovige toegerust tot dienstbetoon en om te getuigen.
- Genezing door handoplegging en gebed.
- Glossolalie of het spreken in tongen (het vermeende spreken in vreemde talen die men nooit heeft geleerd). De klassieke pinkstertheologie leerde dat dit het fysieke bewijs was van de doop in de Heilige Geest.
- Een nadruk op de persoonlijke, emotionele ervaring van God (en van het vervuld zijn van de Heilige Geest).
- Uitbundige zang met gebaren en opheffen van handen, soms met dans.
- Openheid voor visioenen en openbaringen van God.
- Geloof wordt gezien als persoonlijke beleving.
- Kinderen worden "opgedragen" (gezegend in een speciale dienst), volwassenen (of jongeren die oud genoeg zijn om zelf te kiezen) worden gedoopt door onderdompeling.
- Een grote nadruk op het zelf maken van een keuze voor God (het is niet alleen God die voor de mens kiest, maar ook de mens die voor God moet kiezen).
- In (sommige) kringen heerst een zekere vorm van anti-intellectualisme. Dat vertaalt zich in een kinderlijke vorm van geloven en afkeer van bv. theologische opleidingen.
- Een sterke nadruk op zending. Alle stammen en volken moeten het evangelie hebben gehoord voordat Jezus terugkomt.
- Een sterke nadruk op de eindtijd. Het zal niet lang meer duren voordat het oordeel van God over de aarde komt, en dat Jezus Christus spoedig terug zal komen om zijn gemeente op te halen. In veel kringen wordt geloofd dat er eerst nog een wereldwijde opwekking zal uitbreken.
- Binnen sommige kerken ligt een sterke nadruk op het zogeheten Welvaartsevangelie. Volgens deze leer zal God de gelovige (veelal in materiële zin) belonen ("zegenen" in jargontaal) wanneer hij of zij ergens geld of tijd insteekt.

## Terminologie
Er is een breed scala van namen die kerken binnen de pinksterbeweging gebruiken. De meest gangbare namen zijn: Pinkster-, Volle-Evangelie-, Evangelische, Evangelie-, Charismatische en Christengemeente. Meestal worden deze namen gevolgd door een plaatsnaam of een referentie naar een Bijbels persoon of plaats (bv. Pinkstergemeente Diemen of Volle-Evangeliegemeente Eljakim).
De naam Pinkstergemeente bestaat het langst, maar omdat deze term op de lange duur bij veel mensen negatieve associaties opriep, kozen veel (nieuwe) gemeentes voor een andere naam. Met name vanaf de jaren vijftig kwam de naam Volle-Evangeliegemeente in zwang. Veel kerken zijn daar inmiddels ook weer van teruggekomen, omdat deze naam te veel pretenties zou hebben. Met name die gemeenten die goede relaties met de historische kerken hadden ontwikkeld, waren zich er in de loop der jaren van bewust geworden, dat de term ‘volle’ wat pretentieus was.
De naam Charismatisch – althans in deze betekenis; niet te verwarren met charismatisch leiderschap – is tegelijk met de charismatische beweging opgekomen. Vanaf de jaren negentig is de term Christengemeente populair geworden. Deze is met name in gebruik bij groepen die zijn ontstaan ten tijde van de derde golf. Zij willen terugkeren naar de gemeente van het Nieuwe Testament en zich niet tot een bepaalde groep rekenen.

## Sektarisme
Binnen de pinksterbeweging vindt men ook gemeentes waar een neiging tot sektarisme bestaat. Zo is bijvoorbeeld de parlementaire sektencommissie in Vlaanderen bezorgd over de invloed van de pinksterbeweging. Deze komt met name naar voren in de manier waarop zij met genezing bezig zijn. Er zijn volgens de arts Anne-Françoise Gennotte en de psychologe Marcella Ares van het Brusselse academisch ziekenhuis Saint-Pierre, patiënten die meer heil verwachten van urenlange gebeden dan van medicatie. "Het zijn veelal Afrikanen die in de greep van Pinksterkerken zijn geraakt".
De Afrikaanse pinksterkerken spelen over het algemeen heel erg met de tegenstelling tussen Satan en God. Via duiveluitdrijving en langdurige gebeden kan volgens hen het kwaad worden bestreden. Zo is ook het aidsvirus voor veel Afrikaanse gelovigen een teken van Satan, dat volgens hen niet met de medische wetenschap kan worden verdreven.
De meeste pinkstergemeenten hanteren overigens het principe dat na genezing (in het algemeen, en van welke ziekte dan ook) door gebed te allen tijde tevens een echte arts moet worden geraadpleegd om genezing vast te stellen en om te bepalen of de medische behandeling kan worden gestaakt (of bijvoorbeeld moet worden aangepast). Dit acht men in overeenstemming met de principes van Jezus Christus, die mensen genas en – als de aard van de ziekte daar aanleiding toe gaf, zoals bij melaatsheid („huidvraat” in de Nieuwe Bijbelvertaling) – dan naar de priesters (de medici van die tijd) stuurde om te laten bevestigen dat men genezen was.